# 2020年パシフィックアジアカーリング選手権大会
2020年パシフィックアジアカーリング選手権は、2020年11月7日から14日まで、日本・稚内市の稚内市みどりスポーツパークで開催予定であったパシフィックアジアカーリング選手権である。

## 概要
2020年11月7日から14日にかけて、4人制の男子および女子の競技が日本・稚内市の稚内市みどりスポーツパークで開催予定であったが、新型コロナウイルス感染症（COVID-19）の蔓延の影響により開催中止が決定した。
これに伴い、2021年の世界選手権 (男子・女子) の出場権は2019年パシフィックアジアカーリング選手権大会の成績をもとに決定することとなり、男女とも2位であった日本は世界選手権の出場権を獲得することとなった。